# Арагац (комп'ютер)
«Арагац» — комп'ютер першого покоління, розроблений Єреванським науково-дослідним інститутом математичних машин в період з 1958 по 1960 роки.
У машині триадресна система команд. Розрядність коду команди — 42. Форма представлення чисел — двійкова з рухомою комою. Числа представлені у машині в нормалізованому вигляді (32 розряди займає мантиса числа, один розряд — знак мантиси, шість розрядів — порядок числа і один розряд для знаку порядку, ще два розряди для представлення чисел не використовуються).
Оперативна пам'ять на феритових осердях ємністю 1024 42-розрядних слів. Також був присутнім проміжний запам'ятовувальний пристрій на двох магнітних барабанах загальною ємністю 2048 слів.
Накопичувач на магнітній стрічці мав загальну ємність 300 тисяч слів. Крім того, в машині був блок довгочасного запам'ятовувального пристрою на 256 слів.
Для введення даних використовувались перфострічки, швидкість становила до 36 слів на секунду.
Швидкодія ЕОМ 8 тис. операцій на секунду.
Всього в машині було використано 3500 електронних ламп.